# جبل مغطة
جبل مَغَطَّة جبل يقع شمال غربي ولاية قفصة من الجنوب الغربي التونسي، على الحدود التونسية الجزائرية، جنوب غرب مدينة ماجل بلعباس وجنوب غرب قرية أم القصب وشمال غرب مدينة أم العرائس. يبلغ ارتفاعه 943 م.